# Johan Göransson Gyllenstierna
Johan Göransson Gyllenstierna (ur. 1635, zm. 1680) – szwedzki polityk, doradca Karola XI.
W 1679 roku odzyskał większość utraconych na rzecz Danii prowincji.